# Nichtgebotener Gedenktag
Der Begriff nichtgebotener Gedenktag (memoria ad libitum), in liturgischen Büchern meist mit einem „g“ abgekürzt, bezeichnet im geltenden liturgischen Kalender der katholischen Kirche die Feier eines Heiligengedenkens, das nach freiem Ermessen des Zelebranten oder des Rektors der Kirche in der heiligen Messe und im Stundengebet in Gemeinschaft begangen werden kann. Im Gegensatz hierzu sind Hochfeste, Feste und gebotene Gedenktage immer zu feiern, solange sie nicht von einem höherrangigen Tag der liturgischen Rangordnung verdrängt werden.
Diese Klassifizierung wurde im Rahmen der Liturgiereform mit der Neuordnung des Kirchenjahres und des Römischen Generalkalenders nach dem Zweiten Vatikanischen Konzil am 14. Februar 1969 durch das Motu proprio Mysterii paschalis von Papst Paul VI. approbiert und mit dem 1. Januar 1970 in Kraft gesetzt. Sie löste eine seit dem 16. Jahrhundert geltende differenzierte Rangordnung liturgischer Feiern ab.
Durch nichtgebotene Gedenktage werden oft Heilige geehrt, die im betreffenden Raum weniger bekannt sind. Zum Teil geht es auch um Heilige, deren Leben historisch kaum fassbar ist, deren Verehrung aber aufgrund reicher Legendenbildung dennoch gewünscht wird und deren liturgische Feier so ermöglicht werden soll; im Regionalkalender des deutschen Sprachraums sind das etwa die hll. Georg (23. April), Barbara (4. Dezember) und Nikolaus (6. Dezember).